# Blattellidae
Los blatélidos (Blattellidae) son una familia del orden Blattodea (cucarachas y termitas). Esta familia contiene muchas de las más pequeñas cucarachas domésticas. Suele llamárselas cucarachas de la madera.

## Subfamilias
Contiene las siguientes subfamilias:
- Anaplectinae (posición controvertida)
- Blattellinae
- Ectobiinae (ahora considerada familia Ectobiidae)
- Nyctiborinae
- Pseudophyllodromiinae